# Štampetov most
Štampetov most (nemščina: Stampetta-viadukt) ) je železniški viadukt južno od Vrhnike, Slovenija. Poimenovan je po inženirju, ki ga je projektiral.
Štampetov most je prva opečna in kamnita konstrukcija, ki je bila zgrajena leta 1857, kot del avstrijske južne železnice. Med drugo svetovno vojno je bil most hudo poškodovan. Prvič je bil poškodovan leta 1941, vendar so ga italijanske sile popravile. Partizanske sile so nato v oktobru 1943, junija 1944 in septembra 1944 most, v sabotažnih akcijah znova poškodovale. Popravljen je bil od leta 1945 do leta 1946.
Po vojni je Planinsko društvo Železničar iz Ljubljane začelo z organiziranimi pohodi čez Štampetov most, ki je posvečen splošni stavki železničarjev 15. aprila 1920. Leta 2015 je bil že 36. po vrsti.
Danes se viadukt razteza tudi čez avtocesto A1, za katero sta bili leta 1972 dograjeni dve »tunelski cevi«, nova dva loka k originalnim sedmim lokom. Viadukt sicer leži v krivini z radijem 285 m, skupna višina nad avtocesto do višine tira znaša 12,44 m. Avtocestna loka imata svetlo širino 15,0 m, srednji steber je širok 1,80 m, svetla višina znaša 4,70 m. Celoten železniški del viadukta je dolg 155 m, in je bil leta 2000 temeljito obnovljen.